# Ischnocolus rubropilosus
Ischnocolus rubropilosus là một loài nhện trong họ Theraphosidae.
Loài này thuộc chi Ischnocolus. Ischnocolus rubropilosus được Eugen von Keyserling miêu tả năm 1891.